# 레슬리 시크라
레슬리 시크라(Leslie Cikra, 1990년 12월 12일 ~ )는 미국의 배구 선수이다.

## 경력
오하이오 클리블랜드 출신이다. 배구를 시작한 것은 2005년부터이며, 테네시 대학교에 입학하고 NCAA 여자 배구 선수권 디비전 I에 출전한 경력이 있다. 2013-14 시즌부터 프로 선수가되고, 프랑스 팀 이스트레스와 계약했다.
1년간 활동을 정지한 후, 2015년 5월 2일 한국 배구 연맹이 캘리포니아 애너하임에서 실시한 적성 검사에 합격하여 성남 한국도로공사 하이패스로 이적했다.